# James Rook (remero)
James Rook (Melbourne, 18 de noviembre de 1997) es un deportista australiano que compite en remo como timonel.
Ganó tres medallas en el Campeonato Mundial de Remo entre los años 2017 y 2019. Participó en los Juegos Olímpicos de Tokio 2020, ocupando el quinto lugar en la prueba de ocho con timonel.

## Palmarés internacional
| Campeonato Mundial | Campeonato Mundial        | Campeonato Mundial | Campeonato Mundial |
| Año                | Lugar                     | Medalla            | Prueba             |
| ------------------ | ------------------------- | ------------------ | ------------------ |
| 2017               | Sarasota (Estados Unidos) | Medalla de plata   | Dos con timonel    |
| 2018               | Plovdiv (Bulgaria)        | Medalla de bronce  | Ocho con timonel   |
| 2019               | Ottensheim (Austria)      | Medalla de plata   | Ocho con timonel   |